# Ventiella sulfuris
Ventiella sulfuris is een vlokreeftensoort uit de familie van de Uristidae. De wetenschappelijke naam van de soort is voor het eerst geldig gepubliceerd in 1990 door Barnard & Ingram.